# چروینگسک ناد ویسوان
چروینگسک ناد ویسوان (به لهستانی:  Czerwińsk nad Wisłą) یک روستا در لهستان است که در گمینا چروینگسک ناد ویسوان واقع شده‌است. چروینگسک ناد ویسوان ۱٬۲۰۰ نفر جمعیت دارد.